# Deutsche Schule Ho Chi Minh City
Die International German School HCMC (IGS) ist eine vom Auswärtigen Amt der Bundesrepublik Deutschland anerkannte und geförderte Deutsche Auslandsschule in Ho-Chi-Minh-Stadt. Sie gehört zum Netzwerk der 141 Deutschen Auslandsschulen weltweit und ist Mitglied im Weltverband Deutscher Auslandsschulen. Seit dem Jahr 2013 ist sie Teil der Initiative „Schulen: Partner der Zukunft“.
Träger der deutsch-vietnamesischen Begegnungsschule ist die  Paderborner Stiftung Bildung & Handwerk mit 250 nationalen und internationalen Bildungsstandorten.
Die Schule versteht sich als interkultureller Lernort und steht Kindern aller Nationalitäten mit den entsprechenden Aufnahmevoraussetzungen offen. Derzeit lernen auf dem Villencampus Schüler aus 19 Nationen. Im Februar 2018 wurde die IGS als Deutsche Sprachdiplomschule vom Zentralen Ausschuss für das Deutsche Sprachdiplom anerkannt und führte bereits im Frühjahr 2018 sehr erfolgreiche Prüfungen durch.
Am Ende des Schuljahres 2016/17 verließen mehr als die Hälfte der Lehrer die Schule; die Mehrheit war weniger als ein Jahr an der Schule beschäftigt, da man mit Verträgen von 11 Monaten nicht die Abfindung zahlen muss, die nach vietnamesischem Recht nach 12 Monaten garantiert ist.
2020 wurde die IGS als International Baccalaureate-World School autorisiert. Es handelt sich um die einzige IB-Schule in Vietnam mit deutschem Programm. Darüber hinaus erhielt die IGS die Genehmigung zur Durchführung von DSD II-Prüfungen der Kultusministerkonferenz.

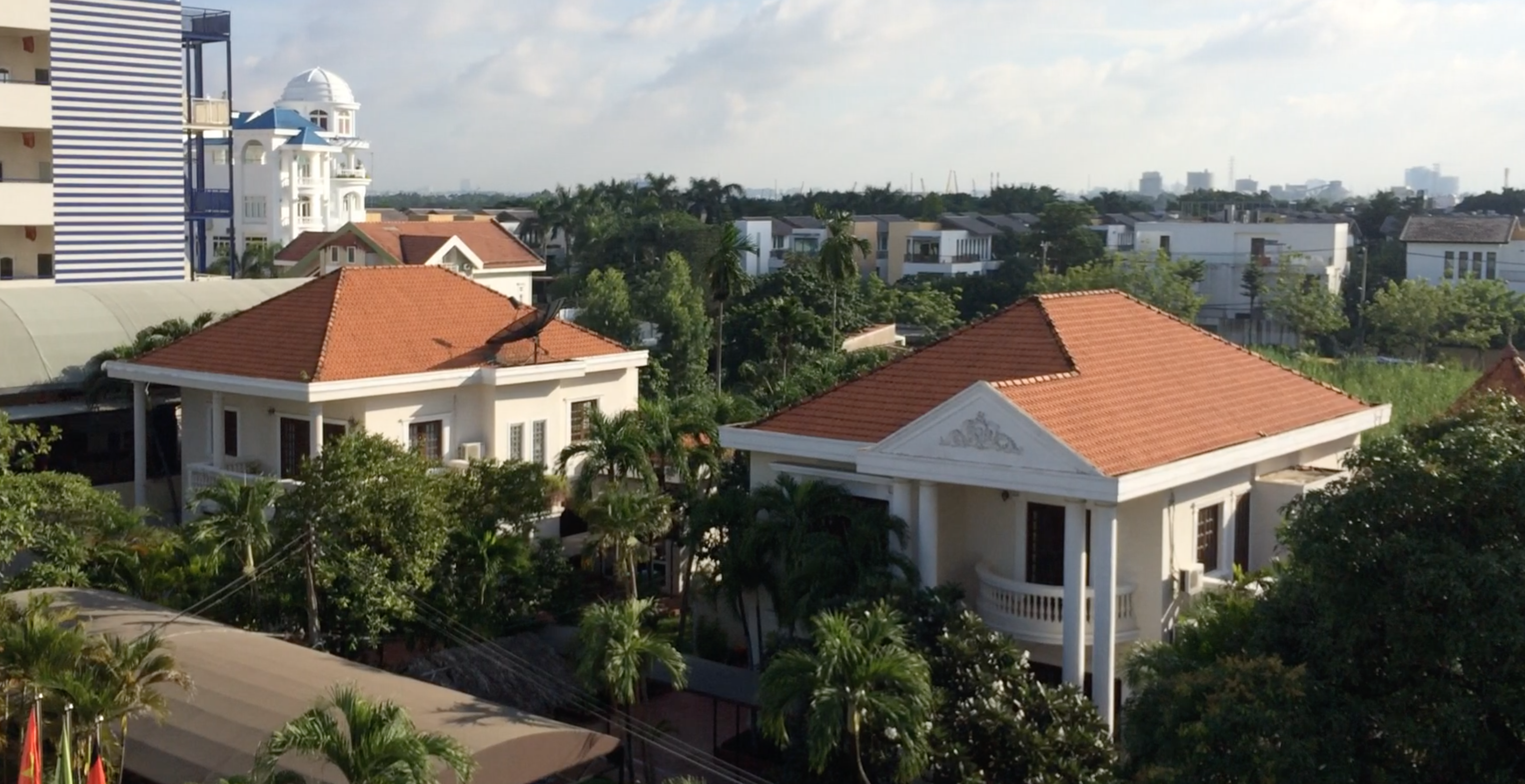
Kindergarten, Vorschule und Grundschule
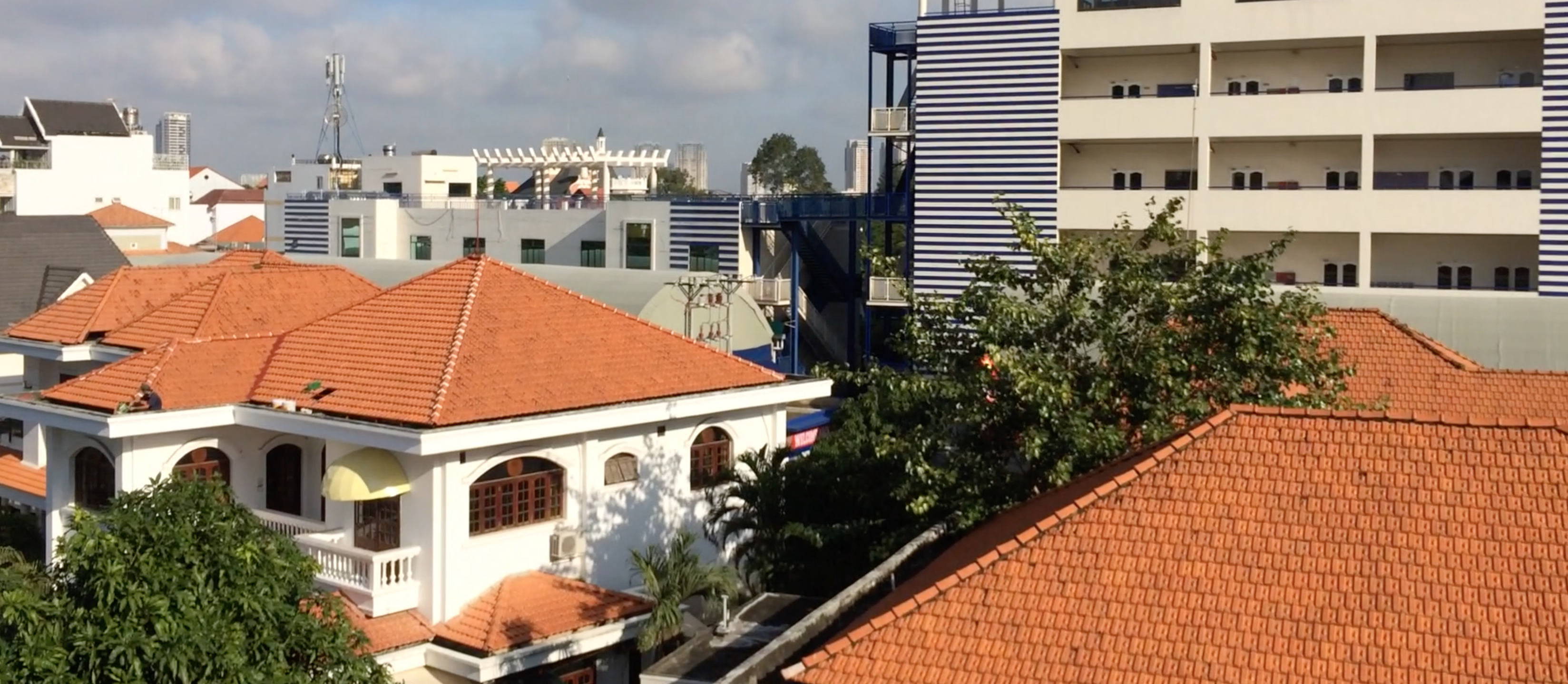
Sekundarstufe I
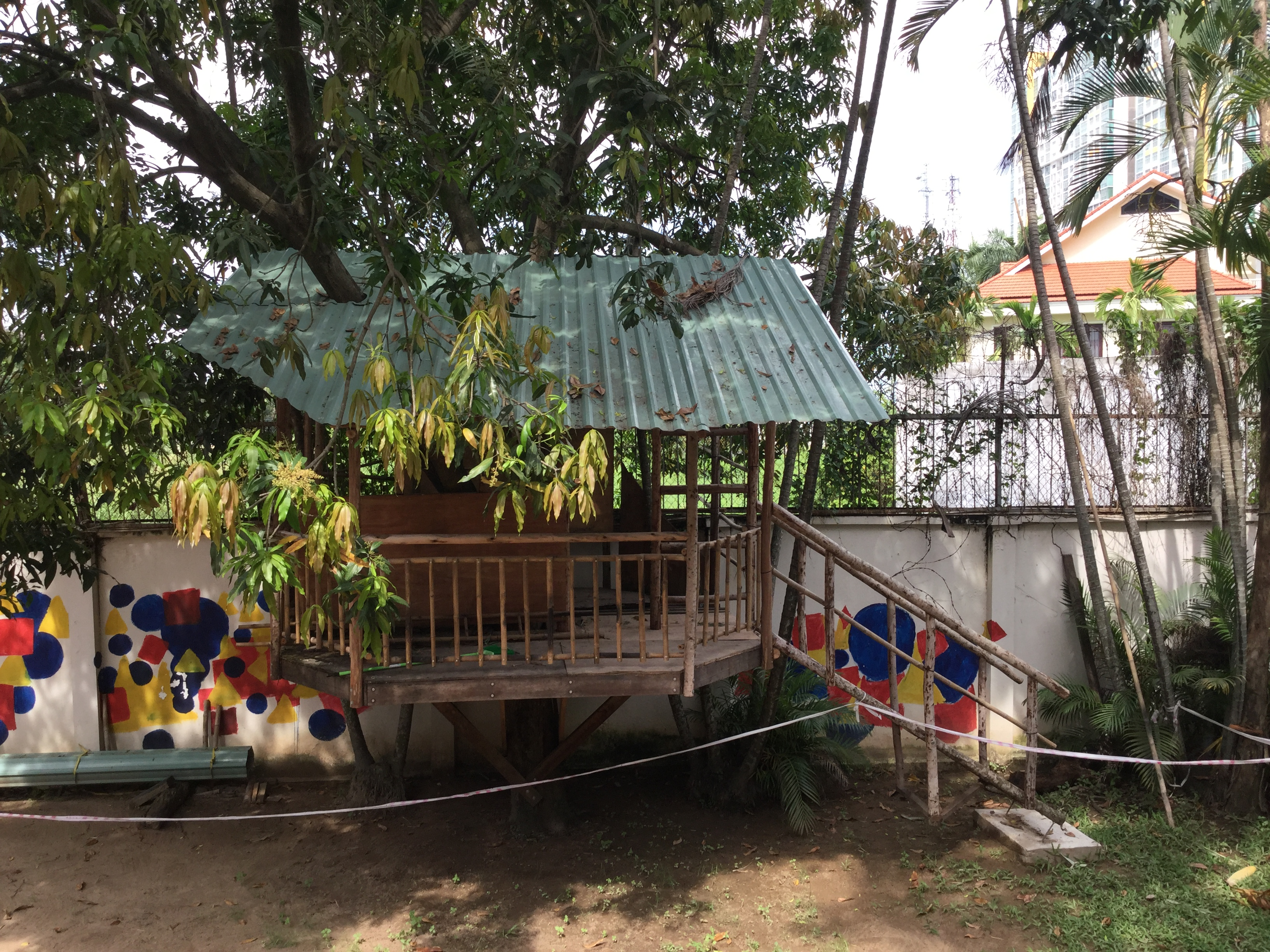
Baumhaus auf dem Schulhof